# بونیهادواراشد
بونیهادواراشد (به مجاری:  Bonyhádvarasd) یک شهرداری در مجارستان است که در ناحیه بونیهاد واقع شده‌است. بونیهادواراشد ۱۰٫۴۵ کیلومتر مربع مساحت و ۴۲۴ نفر جمعیت دارد.